# Heliotropium arborescens
Espèce
Heliotropium arborescens est une plante de la famille des Boraginaceae, originaire du Pérou.
Elle est aussi connu sous les noms d'Herbe de Saint Fiacre, Héliotrope du Pérou  et Herbe de Saint Fiacre à fleurs bleues. C'est une plante vivace à la forte odeur de vanille qui était autrefois très appréciée dans les jardins.

## Description
Il s'agit d'une plante est une plante herbacée vivace touffue qui pousse en buisson. Elle peut atteindre une hauteur entre 50 et 100 cm. L'héliotrope du Pérou présente des feuilles ovales vertes de 3 à 8 cm, qui forment un feuillage persistent.
La floraison s'étend de mai à octobre. Durant cette période, la plante donne à voir des inflorescences allant du bleu-violet à une couleur lavande et dégageant une odeur vanillée.

## Habitat et répartition
Cette plante pousse sur des sols riches et bien drainés. Elle apprécie les endroits ensoleillé.
Comme l'indique l'un de ses noms vernaculaires, l'héliotrope du Pérou est originaire d'Amérique du Sud. Elle est cependant cultivée dans le monde entier en tant que plante d'ornement.
Elle est cultivée en France depuis le XVIIIe siècle, à la suite de son importation par Joseph de Jussieu. On peut cependant noter la présence antérieure de l'héliotrope d'Europe dans le pays.

## Usages et danger
Outre son usage ornemental en horticulture, la plante est notamment utilisée en parfumerie.
Le contact des feuilles peut provoquer des irritations. L'ensemble de la plante est toxique du fait de sa richesse en alcaloïdes pyrrolizidiniques.